# Michał Lorens
Michał Lorens (ur. 16 października 1979 w Mikołowie) – polski piłkarz występujący na pozycji obrońcy lub pomocnika.

## Życiorys
Syn Edwarda, wychowanek AKS Mikołów. W 1996 roku rozpoczął w AKS seniorską karierę. Na początku 1999 roku przeszedł do GKS Katowice. W I lidze zadebiutował 12 maja w zremisowanym 1:1 spotkaniu z Górnikiem Zabrze. W GKS rozegrał dwa mecze, a po zakończeniu sezonu został zawodnikiem Ruchu Chorzów. W sezonie 1999/2000 rozegrał dwanaście ligowych meczów, a jego klub zajął wówczas trzecie miejsce w lidze. W 2001 roku przeszedł do Ruchu Radzionków. W sezonie 2001/2002 rozegrał cztery mecze w II lidze. Sezon 2002/2003 spędził na grze w Piaście Gliwice. Wystąpił wówczas w siedmiu meczach, zdobywając jedną bramkę. Następnie wrócił do AKS Mikołów. W tym okresie studiował w GWSH w Katowicach. Później grał jeszcze w Polonii Łaziska Górne i Sokole Zabrzeg.

## Statystyki ligowe
| Sezon         | Klub            | Liga     | Mecze | Gole |
| ------------- | --------------- | -------- | ----- | ---- |
| 1998/1999 (w) | GKS Katowice    | I liga   | 2     | 0    |
| 1999/2000     | Ruch Chorzów    | I liga   | 12    | 0    |
| 2000/2001     | Ruch Chorzów    | I liga   | 1     | 0    |
| 2001/2002     | Ruch Radzionków | II liga  | 4     | 0    |
| 2002/2003     | Piast Gliwice   | III liga | 7     | 1    |